# Heije Schaper

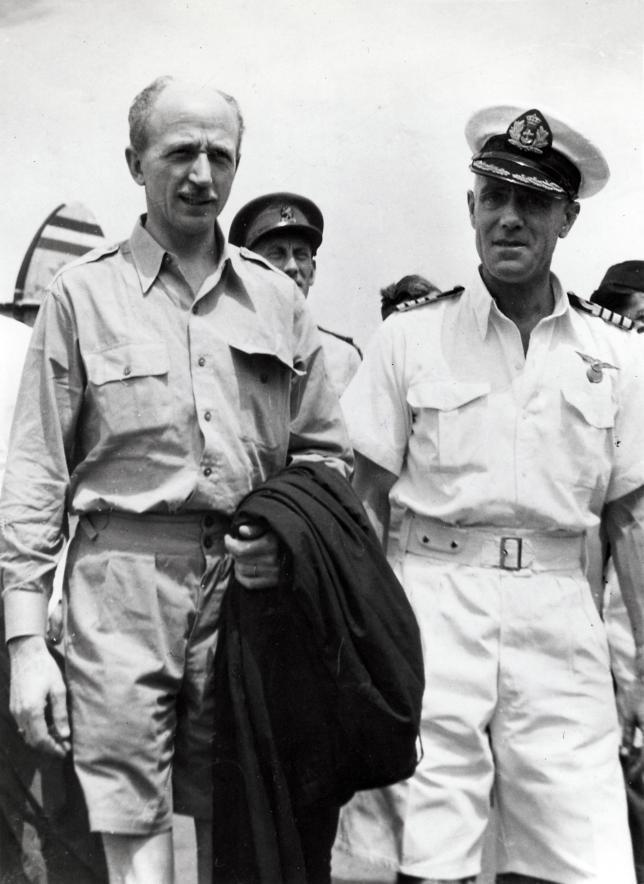
Schaper (links) in 1949

Heije Schaper (Joure, 8 september 1906 – Den Haag, 26 mei 1996) was een Nederlands militair en politicus. Voor zijn acties in de Tweede Wereldoorlog werd hij onderscheiden met de Militaire Willems-Orde. Na de oorlog was hij commandant van de Marine Luchtvaartdienst en Koninklijke Luchtmacht, voor hij voorzitter van het Comité van de Verenigde Chefs van Staven werd. Hij was tevens een korte periode staatssecretaris van Defensie.

## Jeugd en opleiding
Schaper werd geboren als zoon van de caféhouder Johan Schaper en Wietske van der Zee. Hij volgde een HBS-B-opleiding in Heerenveen en begon in 1926 aan de opleiding tot koopvaardijofficier aan de Kweekschool voor Zeevaart in Amsterdam. Deze opleiding voltooide hij in 1929, waarna hij in dienst trad bij de Koninklijke Marine. Hij werd reserve-officier bij de onderzeedienst en volgde van 1931 tot 1933 de opleiding tot waarnemer, waarna hij officier-vlieger der derde klasse bij de Marine Luchtvaartdienst (MLD) werd. Met Hr.Ms. K XIV maakte hij in 1934 de oversteek naar Nederlands-Indië, waar hij tot 1937 werkte als vlieger en later ook als vlieginstructeur op Vliegkamp Morokrembangan in Soerabaja. Hierna kwam hij terug naar Nederland, waar hij werkte als vlieger op Vliegkamp Schellingwoude.

## Tweede Wereldoorlog
In 1940 wist Schaper met een Fokker T.VIIIw watervliegtuig naar Engeland te ontkomen waar hij in het 320 Dutch Squadron RAF verkennings- en bombardementvluchten uitvoerde. De Nederlandse regering in Londen wilde de situatie in bezet Nederland beter leren kennen door per watervliegtuig verzetsmensen op te halen vanaf het Tjeukemeer. Schaper werd voor deze missie uitgekozen omdat hij de omgeving kende. Nadat twee eerdere pogingen wegens slecht weer en grondmist waren mislukt landde Schaper op 15 oktober 1940 op het Tjeukemeer waar hij door de Duitsers werd opgewacht. Een dag eerder waren de verzetsmensen - Lodo van Hamel, Hans Hers, Jean Mesritz, Marion Smit en prof. Lourens Baas Becking - al opgepakt en naar het huis van bewaring in Leeuwarden gebracht. Het vliegtuig werd beschoten, maar Schaper gaf vol gas, steeg weer op, en wist met zijn bemanning te ontkomen. Voor deze missie kreeg Schaper op 15 november 1940 uit handen van Koningin Wilhelmina de Militaire Willems-Orde.
Schapers Lockheed Hudson werd op 30 mei 1942 bij Terschelling neergeschoten tijdens een aanval op Duitse schepen. Schaper overleefde de crash en werd gevangen genomen. Hij werd als krijgsgevangene in Stalag Luft III opgesloten, waar hij meehielp met de voorbereidingen van een ontsnapping die later werd verfilmd als The Great Escape. Aan het eind van de oorlog werd dit kamp ontruimd en werden de gevangenen op voettocht gestuurd naar een volgend kamp. Begin mei 1945 werden ze onderweg door Britten bevrijd.
In 1945 werd Schaper commandant van het 321 Dutch Squadron RAF in Ceylon, maar daar aangekomen was de oorlog al ten einde.

## Loopbaan na de oorlog

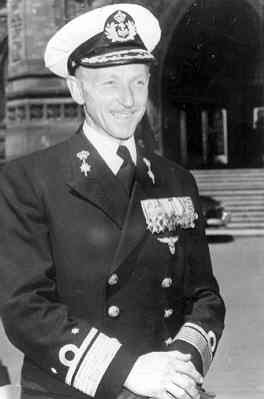
Schaper als schout-bij-nacht

Bij terugkeer in Nederland in 1946 werd Schaper waarnemend commandant van de MLD in Nederland en de overzeese gebieden. In 1949 volgde zijn aanstelling tot commandant van de MLD als schout-bij-nacht. In 1954 maakte hij de overstap naar de Koninklijke Luchtmacht; sinds 1953 een eigen krijgsmachtonderdeel. Schaper werd als generaal-majoor benoemd tot plaatsvervangend chef van de Luchtmachtstaf, waarna hij in 1956 als luitenant-generaal benoemd werd tot chef van de Luchtmachtstaf en bevelhebber der Luchtstrijdkrachten. Hij zette zich vooral in voor de modernisering van de vliegtuigen. De Meteor en Thunderjet-jachtvliegtuigen werden onder zijn leiding vervangen door de Hunter en de Sabre. Hij was betrokken bij het aanschaffen van geleide wapens en een supersonisch gevechtsvliegtuig de Starfighter.
Als bevelhebber der Luchtstrijdkrachten was Schaper van januari 1958 tot mei 1959 tevens voorzitter van het Comité van de Verenigde Chefs van Staven, een voorloper van de huidige functie van commandant der Strijdkrachten. Hij was van 1958-1981 als eerste luchtmachtofficier Kanselier van de Nederlandse Ridderorden.
In 1961 verliet Schaper de Koninklijke Luchtmacht om Chef van het Militaire Huis van H.M. de Koningin te worden. Van 1966 tot 1967 was de partijloze Schaper staatssecretaris van Defensie voor de Koninklijke Luchtmacht; hij volgde als partijloze deskundige in het kabinet-Cals de overleden KVP'er Borghouts op. Na zijn uitstapje naar de politiek pakte Schaper zijn werkzaamheden voor het Militaire Huis weer op, een functie die hij tot aan zijn pensioen in 1976 bleef vervullen, waarna hij benoemd werd tot adjudant in buitengewone dienst. In 1996 overleed Schaper op 89-jarige leeftijd.
Schaper trouwde in 1942 en kreeg drie zoons uit dat huwelijk. Een van die zoons was diplomaat en Eerste Kamerlid Herman Schaper.

## Onderscheidingen en overige medailles
- Militaire Willems-Orde (MWO.4), 15 november 1940
- Commandeur in de Orde van de Nederlandse Leeuw, 17 april 1967
- Grootofficier in de Orde van Oranje-Nassau
- Distinguished Flying Cross, 10 januari 1941
- Oorlogsherinneringskruis met gesp
- Ereteken voor Orde en Vrede
- Gouden Generaal Snijderspenning, december 1993

## Plaquette
- Op 3 september 2011 werd aan de gevel van Schapers geboortehuis door zijn zoon Nicolaas Schaper en de heer Ben Huisman een plaquette onthuld.[3] Het Histoarysk Wurkferbân Skarsterlân heeft ook geprobeerd in zijn geboorteplaats een straat naar Schaper vernoemd te krijgen.[4]
- In de Friese woonplaats Feanwâlden is de straatnaam Heije Schaperloane naar hem vernoemd.